# Anagyrus lineatipes
Anagyrus lineatipes är en stekelart som först beskrevs av Girault 1919.  Anagyrus lineatipes ingår i släktet Anagyrus och familjen sköldlussteklar. Inga underarter finns listade i Catalogue of Life.